# Melanella montereyensis
Melanella montereyensis är en snäckart som beskrevs av Bartsch 1917. Melanella montereyensis ingår i släktet Melanella och familjen Eulimidae. Inga underarter finns listade i Catalogue of Life.